# Henry Jennings

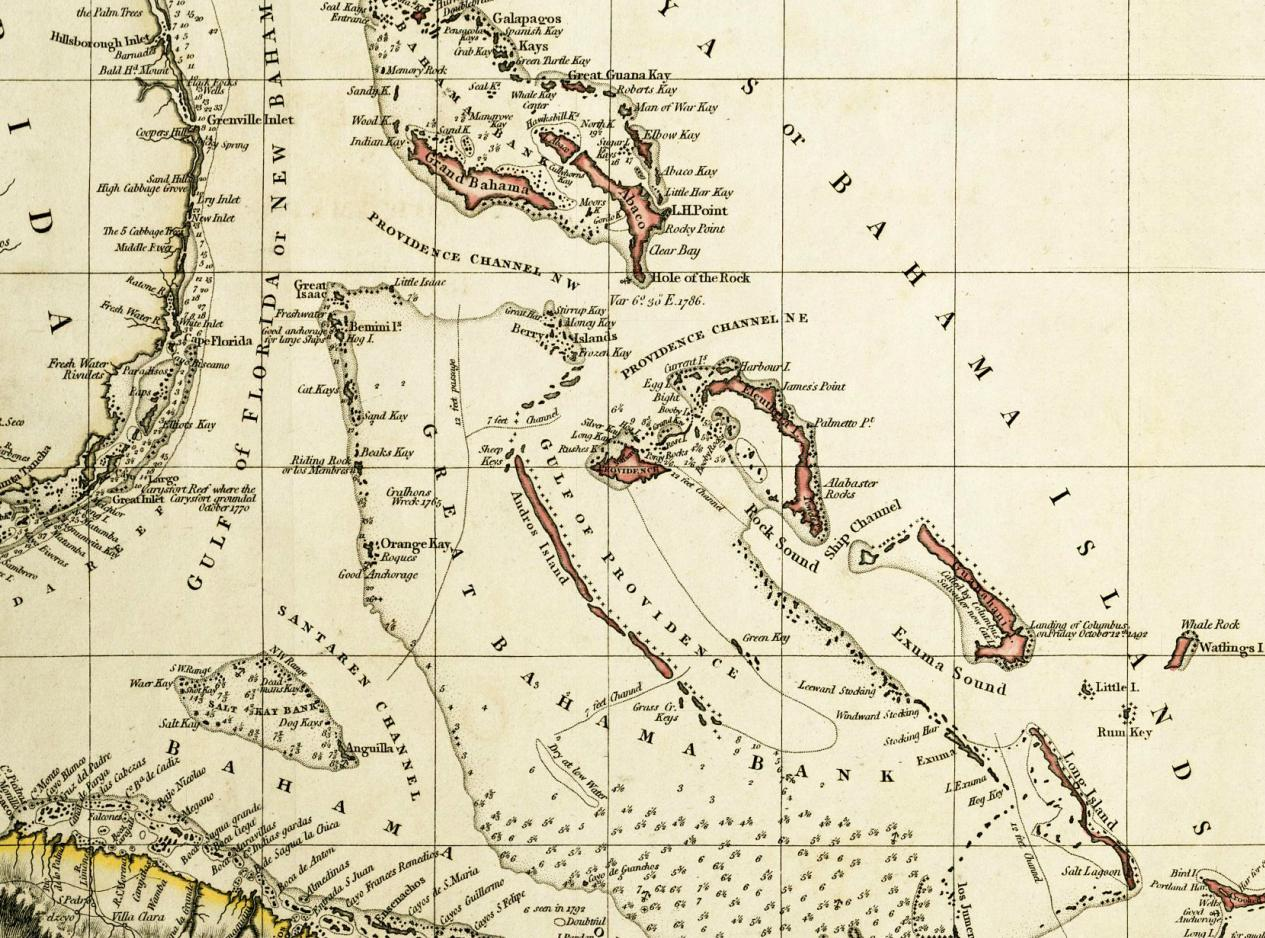
New Providence szigete, térkép 1803-ból

Henry Jennings 18. századi angol kalóz és privatér, aki a New Providence szigetén kialakult kalózparadicsom egyik vezetője volt.

## Élete
Jennings fiatalkoráról keveset tudni. Az „Anna királynő háborúja” idején Jamaica kormányzója által megbízott privatér lett, portyáit is a szigetről indította.
1715. július 31-én egy kincseket szállító spanyol kereskedőflottát elpusztított egy hurrikán a Bahamák közelében. Amikor a spanyol király, V. Fülöp meghallotta a katasztrófa hírét, bejelentette, hogy az elveszett kincs Spanyolország jogos tulajdona, és a vagyon kimentése érdekében egy mentőcsapatot küldött a helyszínre. St. Augustine kormányzója apró erődöt építtetett Floridában, a katasztrófától nem messze, hogy biztosítsák a mentést. Amikor a szerencsétlenül járt flotta híre Jenningshez is eljutott, vitorlát bontott, a gyengén védett spanyol erődhöz ment, majd ellopta az ott felhalmozott aranyat és ezüstöt. Annak ellenére, hogy támadása törvénytelen volt (a spanyolok és angolok között ekkor béke volt), Jamaicába visszatérve a hatóságok nem vádolták meg. 1716 márciusában Kubába hajózott, ahol Samuel Bellamy segítségével kifosztott egy francia kereskedőhajót. Az esetből diplomáciai ügy lett, aminek következtében I. György kalóznak kiáltotta ki. Jennings kénytelen volt a New Providence szigetén található Nassauba menekülni. A spanyolok aranya segítségével Jennings virágzó várossá és kalózparadicsommá fejlesztette a települést és nem hivatalos polgármesterévé tette magát.
Két évvel azután, hogy Jennings megérkezett Nassauba, Woodes Rogers lett a Bahamák kormányzója. Rogers ultimátumot adott a kalózoknak: vagy megadják magukat és királyi kegyelemben részesülnek, vagy felakasztják őket. Jennings, a terület leggazdagabb embereként habozás nélkül elfogadta a király kegyelmét. Újból felfegyverezte Bathsheba nevű hajóját és kalózvadászként Charles Vane nyomába eredt. Ezek után már soha nem tért vissza Nassauba. A négyes szövetség háborúja alatt sikeres privatér, majd kereskedő lett. 1745-ben az osztrák örökösödési háború idején a spanyolok elfogták, feltételezhetően a fogságban halt meg.